# Web Therapy (serie televisiva)
Web Therapy è una serie televisiva ideata da Lisa Kudrow, Dan Bucatinsky e Don Roos, nel 2011. Dopo il successo dell'omonima webserie del 2008, il canale Showtime ha annunciato la produzione della serie TV.

## Trama
Dopo aver ricoperto un incarico di contabile presso Lachman Brothers, Fiona Wallice decide di sviluppare una nuova attività: la Web Therapy, una nuova modalità di terapia della durata di soli 3 minuti. Secondo lei, la classicha sessione di 50 minuti sono una perdita di tempo e causa di “chiacchiere infinite”, per cui riducendo ila durata della sessione si spera di ottenere più velocemente dei risultati. Le sue sessioni avvengono tramite webcam su internet e vengono registrate, nella speranza di attrarre nuovi investitori per il suo progetto. Ma Fiona non ha mai praticato psicologia o psichiatria, le sessioni ruotano molto spesso attorno alla sua persona, trascurando i problemi dei suoi pazienti.

## Episodi
| Stagione         | Episodi | Prima TV originale | Prima TV Italia |
| ---------------- | ------- | ------------------ | --------------- |
| Prima stagione   | 10      | 2011               | 2012            |
| Seconda stagione | 11      | 2012               | 2013            |
| Terza stagione   | 10      | 2013               | 2014            |
| Quarta stagione  | 12      | 2014-2015          |                 |